# شاهینک پیسه
شاهینک پیسه یا شاهینک ابلق (نام علمی: Microhierax melanoleucos)، یک گونه از پرندگان شکاری از خانواده شاهینان است که در بنگلادش، بوتان، چین، هنگ کنگ، هند، لائوس و ویتنام یافت می‌شود. زیستگاه طبیعی آن جنگل‌های معتدل است.

## زیستگاه و پراکندگی
دامنه پراکنش شاهینک پیسه از شمال شرقی هند تا شرق چین و جنوب شرق آسیا است. آنها در لبه جنگل‌های برگ‌ریز و پاک‌سازی‌شده در کوهپایه‌های پردرخت یافت می‌شوند. این گونه مناطق پاکسازی‌شده مانند زمین‌های کشت قدیمی با کرانه‌ها و نهرها را دوست دارد. آنها معمولاً روی نوک درختان نشسته‌اند و گهگاه برای شکار طعمه پرواز می‌کنند. اینها پرندگان مهاجر نیستند، آنها یک گونه ساکن هستند و بیشتر سال در همان منطقه می‌مانند.